# 행복한도서관
행복한도서관은 서울특별시 강남구의 도서관이다.

## 연혁
- 2006.09.16 개관